# Paul Hausser
Paul Hausser (Brandenburg an der Havel, 1880. október 7.-Ludwigsburg, 1972. december 21.) magas rangú német Waffen-SS tiszt, aki kulcsfigurája volt a háború utáni, volt SS tagok rehabilitálásának.
1880. október 7.-én született Brandenburg an der Havel-ben porosz katonai családba. 1892-ben lépett be a hadseregbe. 1912-ben vette feleségül Elisabeth Gerard-ot; egy lányuk született 1913 decemberében.
1972. december 21-én hunyt el Ludwigsburgban. 92 éves volt.

## Könyvei
Két könyvet adott ki:
- Waffen-SS im Einsatz (A Waffen-SS akcióban), Göttingen (1953)
- Soldaten wie andere auch (Katonák, mint mások), Munin Verlag: Osnabrück (1966)